# Сімонія Нодарі Олександрович
Симонія Нодарі Олександрович (30 січня 1932, Тифліс, Грузинська РСР — 29 грудня 2019) — російський політолог, вчений-сходознавець, академік і радник Російської академії наук (РАН), член Президії РАН, доктор історичних і політичних наук, кандидат економічних наук, професор. Професор кафедри енергетичних і сировинних ринків факультету світової економіки та світової політики російського Національного дослідного університету «Вища школа економіки».

## Біографія
Народився Нодарі Олександрович 30 грудня 1932 року в Грузії, у місті Тбілісі. У 1950—1954 роках навчався в московському Інституті сходознавства. 1955 року закінчив Московський державний інститут міжнародних відносин (МДІМВ) Міністерства зовнішніх справ СРСР. 1958 року закінчив навчання в аспірантурі МДІМВ. 1959 року присвоєно науковий ступінь кандидата економічних наук.
З 1958 по 1988 роки працював у рідному Інституті сходознавства АН СРСР:
- 1958—1968 — молодшим науковим співробітником;
- 1968—1970 — старшим науковим співробітником;
- 1970—1982 — завідувачем сектора методологічних проблем країн Азії і Північної Африки;
- 1982—1987 — завідувачем відділу політичних і соціально-економічних проблем країн, що розвиваються[5].

Одночасно, з 1969 по 1987 роки працював у Інституті суспільних наук при ЦК КПРС у Москві. Спочатку доцентом, а з 1980 року професором політичних наук. У 1969—1979 роках працював запрошеним професором Новосибірського університету. З 1974 року — доктор історичних наук. 1982 року обрано член-кореспондентом академії наук СРСР. У 1988—2000 роках працював заступником директора Інституту світової економіки і міжнародних відносин (ІСЕМВ) РАН. З 2000 по 2006 роки — директор інституту. За сумісництвом обіймав посаду директора Центру порівняльних досліджень Росії та країн третього світу. З 1998 року академік-секретар відділення міжнародних відносин, член Президії РАН.
Від 1985 року Нодарі Олександрович брав участь у семінарах та читанні лекцій з внутрішньої і зовнішньої політики Росії в Інституті миру (США), Фонду Карнеґі за міжнародний мир, університетах Меріленду (запрошений професор з 1987 року), Принстона, Брауна, Джонса Гопкінса (проект 1994 року з проблем Росії та країн СНД), Колумбійському, Вашингтонському, Нью-Мексико. Брав участь у симпозіумах і конференціях з проблем безпеки: російсько-японських від 1982 року; тристоронніх (США, Росія, Японія) конференціях з проблем безпеки в азійському регіоні 1994—1995 років.
З 15 грудня 1990 року — член-кореспондент академії наук СРСР, відділення проблем світової економіки і міжнародних відносин; з 29 травня 1997 року — дійсний член РАН.
З 1990 по 1993 роки — віце-президент Європейської асоціації інститутів розвитку (EADI). З листопада 1991 по січень 1992 років працював запрошеним професором Школи міжнародної політики, економіки та бізнесу університету Айома Гаукін у Токіо. З лютого 1992 року — член Наукової ради Міністерства закордонних справ РФ. З 1993 по 1996 роки — учасник дослідницького проекту з проблем безпеки в Росії та Азійсько-Тихоокеанському регіоні, Горбачов-Фонду. З травня 1996 року по березень 1997 — запрошений професор Слов'янського дослідного центру університету Хоккайдо в Саппоро. З квітня по вересень 1997 року — запрошений професор Лондонської школи економіки і політики.
Вільно володіє англійською, знає індонезійську та китайську мови.

## Громадська діяльність
З 1994 по 1996 роки — член Наукової ради при Раді безпеки РФ. З вересня 2000 року — член міжвідомчої комісії з міжнародних відносин Ради безпеки РФ. З грудня 2001 по травень 2006 року — спеціальний представник президента Російської Федерації у зв'язках з лідерами африканських держав в рамках G8. Брав участь у зустрічах лідерів Великої вісімки 2002 року в Кананаскісі (Канада), 2003 року в Евіані (Франція), 2004 року в Сі-Айленді (США), 2005 року в Гленіглісі (Велика Британія). З січня 2009 року по липень 2010 — член Керівного комітету РФ від міжнародної неурядової організації Управління швидкими змінами в Арктиці.
Член редакційних колегій журналів «Світова економіка і міжнародні відносини», «Схід».

## Наукові праці
Основні напрямки наукових досліджень Сімонії Нодарі: СРСР і країни третього світу, історія і політика Росії від Середніх століть до сучасності, соціально-економічний розвиток сучасної Росії, міжнародний комуністичний рух, міжнародний національно-визвольний рух. За роки наукових досліджень Нодарі Олександровичем було видано 17 книг і сотні статей та окремих авторських розділів у колективних працях. Багато його робіт були переведені на європейські та східні мови.
Найбільш відомі теоретичні роботи:
- Страны Востока: пути развития. — М.: Главная редакция восточной литературы, 1975. — авторська монографія.
- Эволюция восточных обществ: синтез традиционного и современного / отв. ред. Л. И. Рейснер, Н. А. Симония. — М.: ГРВЛ, 1984. — колективна праця.
- Город в формационном развитии стран Востока / отв. ред. Н. А. Симония. — М.: ГРВЛ, 1990.
- Что мы построили. — М.: Прогресс, 1991. — монографія про радянську Росію.

Обрані наукові публікації:
- Новые тенденции на газовых рынках России // Год планеты: экономика, политика. безопасность (ежегодник). М., 2011.
- Догоняющее развитие в эпоху глобализма // Что догоняет догоняющее развитие. Поиски понятия. М., 2011.
- Социально-экономические аспекты глобального лидерства//Международные процессы. 2011. № 3.
- The OPEC-Russia relationship: Current Status and Future Outlook // Energy Security in the Gulf: Challenges and Prospects. The Emirates Center for Strategic Studies and Research, 2010 .
- Энергетическая политика ЕС // Мировая энергетика в условиях глобализации: вызовы для России. М., 2007.
- Россия и СНГ: энергетическое сотрудничество vs. Соперничества // Экономические аспекты энергетического сотрудничества России с другими странами и безопасность. М., 2006.
- Energy Cooperation as a Main Link in the Efforts to Bring Stability and Peace on the Korean Peninsula and the Asia Pacific // Energy, Regional Security, and the Korean Peninsula: Toward a Northeast Asian Energy Forum, Seoul, 2006.

## Учні та аспіранти
- Травніков Олександр Ігорович (нар. 1958) — кандидат історичних наук, професор, завідувач кафедри міжнародного права ЮРІМВ, спеціалізується на Малайзії та Індонезії.

## Нагороди та відзнаки
- Орден Пошани.
- Орден Дружби.